# Save Me From Myself
"Save Me From Myself" —en español: "Sálvame de mi misma"- es una canción del álbum Back to Basics de la cantante estadounidense Christina Aguilera. Cabe mencionar que no fue una canción con fines comerciales.
La canción contó con un videoclip que se trata de las escenas de la boda de Christina Aguilera y su exesposo Jordan Bratman, también aparece la productora y amiga de Aguilera, Linda Perry, tocando la guitarra.

## Información de la pista
Compuesta en acústica forma de la canción fue escrita por Aguilera, Linda Perry y Bill Bottrella y producido por la misma Perry, quien también protagonizó en una guitarra clásica . Christina Aguilera y Linda Perry ya habían creado la balada "Beautiful" (2002), que alcanzó gran éxito y se ha convertido en una de las canciones más populares de la cantante. 
La canción fue utilizada en los Estados Unidos como sencillo promocional del álbum Back to Basics. En los Estados Unidos, "Save Me From Myself" se reunió con la reducción de emisiones airplay en enero de 2008, entre otras cosas debido a la pista asociada a la promoción de las líneas de perfume de Aguilera. La canción fue transmitida por la red, principalmente de radio KISS-FM. A principios del 2008 la radio estadounidense anunció un cuestionario interactivo, los ganadores fueron premiados individuales DVD "Save Me From Myself". Se estableció sólo cinco copias de éstos, que no estaban disponibles en el mercado, y por lo general consistía en una pieza de música, y la llevaron hasta el videoclip de la calidad de DVD. La balada ganó emisión de radio menor también en Polonia.

## Videoclip
El videoclip se trata de las escenas de la boda de Christina Aguilera y su exesposo Jordan Bratman, también aparece la productora y amiga de Aguilera, Linda Perry, tocando la guitarra. Dicho vídeo fue lanzado en su web oficial el día 13 de enero, tras un mensaje de ella hacia sus fanes: 

Queridos Fans,
Hoy en día ha sido el día más especial de la vida para mi y Jordan, ya que le hemos dado la bienvenida a nuestro primer hijo en este mundo. En honor a todo su amor por nuestra creciente familia, he decidido hacer un vídeo especial para la canción "Save me from Myself (Me salvaste de mi misma)" de mi álbum Back to Basics, es muy especial ya que incluye un vídeo de mi boda. Es algo mínimo con lo cual quiero decirles "Gracias" por su amor y su ayuda. Pero no lo veo como algo tan pequeño ya que con ustedes he vivido las más maravillosa y más llena de bendiciones de todas las vidas. Por favor bajen el vídeo y disfrútenlo.
con amor,
Christina''

A pesar de que no ha recibido promoción, a las 48 horas de haber sido lanzado el número 13 más visto globalmente, y la número 1 canción más vista el 14 de enero, convirtiéndolo en un éxito en la red, sin tomar en cuenta que en Países Bajos ya logró el número 1.

## Posiciones
| Chart (2007)               | Posiciones |
| -------------------------- | ---------- |
| Dutch Youtube 100 Videos   | 2          |
| Austrian 100 iTunes Videos | 79         |